# Finland under den kolde krig
Ved Finland under den kolde krig forstås landets udvikling fra afslutningen af 2. verdenskrig til den kolde krigs afslutning i 1989. Finlands udvikling var i dette tidsrum kendetegnet af flere delperioder med uens vilkår for landets politik.
Efter krigsnederlaget i fortsættelseskrigen brød landet med den tidligere udenrigspolitiske linje. En ny politik, udformet af præsident Paasikivi indebar, at Finland skulle tilstræbe forbedrede relationer med Sovjetunionen. Den dominerende politiker i dette tidsrum blev dog Paasikivis efterfølger, Kekkonen, som efter at have været statsminister i flere omgange var indehaver af præsidentembedet fra 1956 til 1982.
Finlands økonomi udvikledes stærkt under hele efterkrigstiden og i økonomisk og beskæftigelsesmæssig henseende med en voksende industri og et aftagende landbrug. Mange finner valgte at flytte til Sverige for at skaffe sig arbejde.

## Farens år
Perioden 1944-1948 benævnes ofte "Farens år" i finsk litteratur. Angsten var stor for, at Finlands ville få samme skæbne som de øvrige lande i Sovjetunionens interessesfære.
I november 1944 dannedes en koalitionsregering ledet af Juho Kusti Paasikivi, leder af Samlingspartiet. I marts 1945 gennemførtes de første riksdagsvalg efter krigen. Det Demokratiska Förbundet för Finlands Folk, "folkdemokraterna", som bestod af socialdemokrater og Finlands kommunistiske parti, FKP, kom med og dannede regering sammen med socialdemokraterne og Agrarförbundet. Folkdemokraten Yrjö Leino blev indenrigsminister med ansvar for det statslige politi, som Sovjet og dele af FKP ville anvende til at skabe en "revolutionær situation" i lighed med forholdene i østeuropæiske lande.
1946 trådte præsident Mannerheim tilbage før embedstidens udløb af helbredsårsager, og ved en undtagelseslov valgte riksdagen den 9. marts 1946 Samlingspartiets Paasikivi til præsident. Ny statsminister blev folkdemokraten Mauno Pekkala.
Krigsskadeserstatningen til Sovjetunionen var 300 mio. dollar i 1938 års kurs. Krigsskadeserstatningen blev afdraget i form af varer især fra metalindustrien, hvilket førte til udvidelse af denne branche. Finland sluttede tillige en handelsaftale med Sovjetunionen i 1945, hvorefter træ- og papirsprodukter byttedes med korn, bomuld og kunstgødning. De etårige handelsaftaler, man havde frem til 1950, erstattedes med femårsaftaler og disse blev siden fornyede med jævne mellemrum frem til 1990.

## Krigsansvarsprocessen
Ved våbenstilstandsaftalen med Sovjetunionen og Storbritannien havde Finlands regering forpligtet sig til at indlede retssager mod krigsforbrydere. Ifølge den allierede kontrolkommissions mening indbefattede det ikke kun brud på krigens love men tillige anklager mod personer, som kunne anses at være skyldige i, at Finland var kommet i krig med Sovjetunionen. Regeringen nedsatte en kommission som udredte Finlands udenrigspolitik siden 1938, men denne kom frem til, at i det store og hele var regeringens politik blevet godkendt af riksdagen, og at der næppe var tale om nogen lovbrud, som kunne føre til anklager. En uudtalt forudsætning for processen var også, att den øverstbefalende Mannerheims rolle under krigsårene blev holdt uden for.
Den allierede kontrolkommission, som virkede i landet, ivrede for, at de ansvarlige skulle straffes, og i november anklagedes otte personer for at have været ansvarlige for landets krig. I februar 1946 dømtes den tidligere præsident Ryti til 10 års tugthus, tidligere statsminister J.W. Rangell til seks års fængsel, tidligere statsminister Edwin Linkomies til fem og et halvt års fængsel, tidligere statsråd Väinö Tanner til fem og et halvt års fængsel, tidligere statsråd Henrik Ramsay til to og et halvt års fængsel, tidligere statsråd Antti Kukkonen til to års fængsel, tidligere statsråd Tyko Reinikka til to års fængsel og Finlands tidligere ambassadør i Berlin T.M. Kivimäki til fem års fængsel. Samtlige benådedes i årene 1947-1949.
Statsminister Paasikivi og justitsminister Kekkonen havde forsøgt at finde former for rettegangen, som skulle være en afvejning af den allierede kontrolkommissions krav, lovgivningen og den folkelige modvilje mod rettegangen. Selv om Risto Ryti i egenskab af præsident var ansvarlig for fortsættelseskrigen, havde den daværende hærfører Mannerheim og militærledelsen handlet temmelig selvstændigt - men som præsident var Mannerheim urørlig. Flere af statsrådene kan næppe påstås at have haft nogen som helst indflydelse på udenrigspolitikken under krigen, og Kivimäki (statsminister i 1930-erne) havde som Finlands udsending i Berlin været underlagt den finske regering.

## Fredsaftalen og Marshall-hjælpen
Den 10. februar 1947 undertegnedes en fredsaftale i Paris mellem de allierede og fem besejrede stater: Italien, Bulgarien, Rumænien, Ungarn og Finland; nogen egentlig fredsaftale med Tyskland blev ikke indgået før 1990 i forbindelse med To plus fire-aftalen. I september 1947 kunne den allierede kontrolkommissionen i Finland stoppe sin virksomhed efter, at aftalen var blevet ratificeret af alle parter, og Finland fik nu sin suverænitet tilbage.
I sommeren 1947 tilbød USA den så kaldte Marshallhjælp til Europas lande. I stedet for at hjælpe enkelte lande ønskede USA, at pengene skulle fordeles via en samarbejdsorganisation. Den 14. juli indledtes en europæisk genopbygningskonference i Paris. Også Finland var indbudt, men viceformanden i kontrolkommissionen Grigorij Savonenkov meddelte Finlands statsminister, at Sovjetunionen modsatte sig Finlands deltagelse. Konferensen blev starten på OECD, men først i 1968 blev Finland medlem.

## VSB-aftalen
Allerede i januar 1945 havde præsident Mannerheim begyndt overvejelser om en forsvarsaftale mellem Finland og Sovjetunionen, og statsminister Paasikivi støttede denne tanke. Men Sovjet var blevet enig med de andre allierede om ikke at indgå nogen aftale med noget besejret land inden fredsaftalens indgåelse. Da dette var sket, ventede man i Moskva på, at Finland ville tage initiativ i spørgsmålet, men da var Paasikivi ikke længere interesseret, efter som man var begyndt at få økonomisk bistand fra USA. Men i et brev den 22. februar 1948 foreslog Stalin Paasikivi, at landene skulle indgå en aftale om venskab, samarbejde og gensidig bistand. Paasikivi hævdede over for omverdenen, at Sovjetunionen havde legitime sikkerhedsinteresser at forsvare og gik ud fra, at Sovjet kun havde defensive ambitioner og ved at komme Sovjet i møde kunne Finlands selvstændighed sikres. Den 6. april 1948 undertegnedes Venskabs-, samarbejds- og bistandsaftalen, VSB-aftalen. Aftalen skulle gælde i ti år og indebar, at hvis nogen forsøgte at angribe Sovjetunionen over Finlands territorium, skulle Finland kunne anmode Sovjetunionen om militær bistand. Trods navnet var der ikke tale om gensidig bistand, idet Finland forbeholdt sig retten til at være neutral ved krige mellem andre stater.
Folkdemokraten Yrjö Leino trådte tilbage som indenrigsminister i maj 1948 efter afsløringen af, at Valpo, det statslige politi, var ved at udvikle sig til en stat i staten og anvendtes af kommunisterne til at fremme et statskup. Allerede i januar 1948 havde det sovjetiske kommunistpartis centralkommité smidt Leino ud af FKPs partiledelse. Det er et stridsemne i finsk nutidshistorie, om FKP planlagde et statskup i april 1948 eller ej. Ved riksdagsvalget i juli gik det dårligt for DFFF, og de måtte forlade regeringen. Da socialdemokraterne dannede regering med K.A. Fagerholm som statsminister, indledte den nye regering med at opløse det statslige politi.

## Paasikivi-linjen
Den så kaldte Paasikivi-linje indebar, at Finland udformede sin udenrigspolitik således, at landet kunne holde sig uden for stormagtskonflikter. Mod Sovjetunionen efterstræbtes venskabelige relationer. Da Paasikivis dagbøger blev udgivede i 1985, afsløredes det, at endog Paasikivi selv indså, at den officielle retorik var løgnagtig og tilrettelagt. Under fortsættelseskrigen havde Finlands rigsradio bedt Paasikivi om at skrive en tale til oplæsning, når tyskerne havde erobret Leningrad, og det bevarede manuskript viser hans daværende russerfjendtlighed. Paasikivis udgangspunkt ved undertegnelsen af VSB-aftalen var, at udtalelserne om, at Sovjetunionen kun havde fredelige hensigter over for Finland, kun var beregnet på at berolige almenheden, men som realpolitiker så han intet andet alternativ.
Fagerholms regering udsattes allerede fra begyndelsen af hård kritik fra den sovjetiske presses side, men i december kunne man fornye den finsk-sovjetiske handelsaftale for yderligere et år. I stedet havde FKP arrangeret demonstrationer og vilde strejker under efteråret med det formål at skabe mistro på arbejdsmarkedet, tage magten over fagforeningerne fra socialdemokraterne og vælte regeringen. Strejkerne fortsatte i foråret og sommeren 1949, men regeringen formåede at ride stormen af.
Ved præsidentvalget i februar 1950 kandiderede Kekkonen for første gang, men Paasikivi blev genvalgt. Efter præsidentvalget blev Kekkonen statsminister. Med dennes kontakter både med de indenrigske kommunister og med Moskva kunne østrelationerne forbedres mærkbart de følgende måneder. Frem til 1956 havde Finland syv regeringer, fem ledede af Kekkonen, en af Svenska Folkpartiets Ralf Törngren og et ekspeditionsministerium ledet af Framstegspartiets Sakari Tuomioja - som regel kombinationer af Agrarforbundet og socialdemokraterne.
Da Nordisk Råd blev dannet i marts 1952, valgte Finland at stå uden for, efter som man frygtede, at Sovjetunionen ville modsætte sig et finsk medlemskab. Nogle måneder tidligere havde Kekkonen i en artikel Agrarförbundets avis opkastet et forslag om at hele Norden skulle danne en sikkerhedspolitisk neutral zone. Kontakter med det sovjetiske sendebud havde givet ham grønt lys til forslaget, og den svenske statsminister Erlander havde udvist interesse. Men efter som Danmark og Norge allerede var blevet medlemmer af NATO, er det uklart hvad, Kekkonen troede sig at kunne opnå.
Finland var blevet tildelt OL i 1940, men de måtte af indlysende årsager opgives. I stedet arrangerede Helsingfors OL i 1952.
Frem til Stalins død i marts 1953 holdt Finland en lav profil i udenrigspolitikken. I begyndelsen af 1950-erne var præsident Paasikivi blevet stemplet som "en reaktionær Wall Street-lakaj" i den sovjetiske presse, men i september 1954 modtog han Leninordenen. Der spekuleredes i, at Paasikivi ikke ville genopstille til præsidentvalget, og derfor begyndte et spil, hvor fremstående politikere som Kekkonen, Svenska Folkpartiets Ralf Törngren og socialdemokraternes Väinö Leskinen gjorde udspil for at vise deres troværdighed hvad gjaldt relationerne med Sovjetunionen forud for det kommende præsidentvalg. Kekkonen formåede dog at overtrumfe modstanderne med tre udenrigspolitiske sejre under sin tid som statsminister: i efteråret 1955 besluttede Sovjetunionen at tilbagegive militærbasen i Porkala vest for Helsingfors samt tillod Finland at fra december 1955 blive medlem af Nordisk Råd og medlem af FN. Kekkonens tilhængere håbede, at en tilbagegivelse af Karelen var mulig.
Med udenrigspolitisk vind i sejlene kunne Kekkonen derfor fremstilles som en garant for fortsat gode relationer med Sovjetunionen. Begrebet "Paasikivi-Kekkonen-linjen" slog igennem forud for valget som en betegnelse på den udenrigspolitik, som Paasikivi havde ført og som Kekkonen ville fortsætte med at føre. Den 15. februar 1956 valgtes Kekkonen med mindste mulige marginal, 151 af 300 elektorer, til Finlands præsident.

## Kekkonen bliver præsident
Kekkonen fortsatte den forsigtige udenrigspolitik, som Paasikivi havde angivet. Da FNs generalforsamling stemte om at fordømme Warszawapagtens besættelsen af Ungarn, stemte Finland blankt. Regeringen deltog en kort tid efter, den 7. november 1956, i fejringen af oktoberrevolutionen på den sovjetiske ambassade. Da Yrjö Leino, kommunistisk indenrigsminister under årene efter krigen ville publicere sine dagbøger fra 1944-1948, formåede Kekkonen at få forlaget til at undlade publiceringen.
Efter, at løn- og prisreguleringen var blevet afskaffet i efteråret 1955, var priserne vokset kraftigt, og da overenskomstforhandlingerne strandede, udbrød en storstrejke den 1. marts 1956, som varede i 20 dage. Statens økonomi var i krise, og arbejdsløsheden nåede 1930-ernes niveauer. Kekkonen havde udset en koalitionsregering mellem Agrarforbundet og socialdemokraterne, men inden for socialdemokraterne udbrød en lederstrid mellem Väinö Tanner og Emil Skog. Tanner blev valgt til partileder, men de så kaldte "skogiterna" dannede en egen riksdagsgruppe, og de to falanger kæmpede om magten over fagforeningsrørelsen. De to fraktioner modarbejdede hinanden på alle måder, hvilket ledte til, at Finland under de næste to år styredes af syv regeringer. Skogiterna stod til venstre for majoriteten inden for det socialdemokratiske parti og fik både moralsk og økonomisk støtte fra Sovjetunionen.

## "Nattfrostkrisen"
Ved riksdagsvalget 1958 gik Samlingspartiet og DFFF frem. Samlingspartiet, socialdemokraterne under Väinö Tanner, Svenska Folkpartiet og finska folkpartiet enedes om et regeringsprogram. Kekkonen var meget kritisk over for koalitionen med hensyn til relationerne til Sovjetunionen men i brist på et realistisk alternativ kunne K.A. Fagerholm danne regering den 29. august 1958 med denne sammensætning. Den sovjetiske reaktion på de nye regering lod ikke vente på sig: den sovjetiske ambassadør Viktor Lebedev blev kaldt hjem, og forhandlingerne om en fornyet handelsaftale afbrudte. Fra Sovjetunionens side anså man, at koalitionen ikke støttede Kekkonens måde at forvalte østrelationerne på men også, at Fagerholm kunne blive en trussel mod Kekkonens chancer ved præsidentvalget 1962. Fra den sovjetiske ambassade lod man Kekkonen vide, at Moskva eventuelt skulle foreslå militære konsultationer i henhold til VSB-aftalen. Dette ledte til, at først Agrarforbundet forlod regeringen og siden til, at hele regeringen afgik i december 1958. Da Kekkonen efterfølgende besøgte Leningrad, holdt Khrusjtjov en tale, hvori han gjorde det klart, at det ikke var nok at Finland officielt førte en udenrigspolitik, som tog hensyn til de sovjetiske interesser, men man måtte kun have regeringer med partier, som også troværdigt støttede denne politik.
Kekkonens forsigtighed belønnedes dog af Moskva. Da EFTA oprettedes i foråret 1959, frygtede mange at uden et medlemskab ville finske eksportvarer blive udkonkurrerede af høje toldsatser. Kekkonen forsikrede, at et medlemskab ikke ville belaste relationerne til Sovjet, og i september 1960 tillod Moskva, at Finland blev associeret medlem af EFTA.

## Notekrisen
Den 30. november 1961 meddelte den sovjetiske udenrigsminister Andrej Gromyko, at man ville indlede militære konsultationer med Finland i henhold til VSB-aftalen. Kekkonen befandt sig på statsbesøg i USA. Gromyko lod den finske udenrigsminister vide, at Moskva så med uro på hvorledes, der endnu en gang var fremkommet en politisk gruppering, som ikke støttede den førte udenrigspolitiske linje. Derved ansås de partier, som havde indgået i koalitionsregeringen 1958 og som nu opstillede en fælles kandidat til præsidentvalget 1962, Olavi Honka. Hvor meget, Kekkonen vidste om hvad, der ville ske inden hans afrejse til USA, er uklart, men den uro, som krisen gav ophav til, forøgede hans chancer i præsidentvalget. Kekkonen lod opløse riksdagen to uger senere og lod udlyse nyvalg til januar 1962 og præsidentvalg ti dage senere. Ved et møde mellem Kekkonen og Khrusjtjov i Novosibirsk havde Sovjet trukket sin anmodning om konsultationer tilbage, og efter at have bevist at Moskva havde tillid til ham, vandt Kekkonen præsidentvalget med 199 af 300 elektorer.

## Kekkonens anden mandatperiode
Frem til riksdagsvalget 1966 havde Finland der efter fem regeringer med Agrarforbundet i spidsen og med støtte fra Samlingspartiet og folkpartierne i ulige kombinationer. Socialdemokraterne, især den skogitiska falang, fik et dårligt riksdagsvalg 1962, og man forsøgte nu at ene partiet. Partilederen Väinö Tanner og partisekretæren Väinö Leskinen trådte tilbage, og Rafael Paasio blev ny partileder. I 1964 vendte Emil Skog og de fleste oppositionelle tilbage til moderpartiet. Samtidigt forbedrede man relationerne till Kekkonen og erklærede sig at stå bag Kekkonens udenrigspolitik. De nye toner ledte til en jordskredssejr i riksdagsvalget 1966. Også kommunistpartiet, FKP, gav plads for en ny generation af reformsocialister i stedet for de stalinister, som hidtil havde styret partiet. Den Moskva-tro falang under ledelse af Taisto Sinisalo, taistoiterna fandtes dog endnu i to årtier.
I lighed med det svenske Bondeförbundet byttede Agrarförbundet navn til Centerpartiet 1965 som en følge af samfundets urbanisering. Partiet ville med navneskiftet forandre det traditionelle billede af, at partiet var et rendyrket parti for landområderne. Som en modreaktion dannedes Finlands landsbygdsparti under ledelse af Veikko Vennamo. Landsbygdspartiet kom ind i riksdagen 1966 med sin kritik af centralisering og sin erklærede politik som fortaler for småfolkets interesser frem for "herrarna i Helsingfors".
Efter riksdagsvalget 1966 dannedes en center-venstre-regering under ledelse af Rafael Paasio og med socialdemokraternes nye politiske stjerne, Mauno Koivisto, som finansminister. Finlands økonomi var havnet i krise med voksende emigration, 1964-1965 flyttede over 20.000 finner til Sverige, men i oktober 1967 gennemførtes en devaluering på 31 procent, som formåede at vende konjunkturerne. Den gode økonomi fik en afgørende betydning ved præsidentvalget 1968, som Kekkonen vandt allerede i første omgang. Ved den efterfølgende regeringsomdannelse blev Koivisto statsminister.

## Mere aktiv udenrigspolitik
På grund af afspændingen under den kolde krig mellem USA och Sovjetunionen kunne Finland under 1960-erne gå ind for en mere aktiv neutralitetspolitik. Udenrigspolitikken forvaltedes således, at landet ikke tog stilling i konflikter mellem stormagterne. Finlands FN-repræsentant Ralph Enckell erklærede, at mens Finland forsøger at forvalte sine relationer til øst og vest lige godt, forsøger Sverige at forvalte dem lige dårligt. At så klart tage stilling, som Olof Palme gjorde, da han deltog i et demonstrationstog sammen med Nordvietnams ambassadør 1966, havde været umuligt for en finsk politiker.
Finland blev 1963 tilbudt en observatørpost i Europarådet men takkede nej - man ville først blive medlem af OECD og fandt ikke, at Finland kunne udfordre Sovjet ved at tilslutte sig to organisationer for Vesteuropas lande samtidig. Finland blev ikke medlem af Europarådet førend i april 1989.
I maj 1963 foreslog Kekkonen at hele Norden burde blive en atomvåbenfri zone. Forslaget blev modtaget lige så afvisende som Kekkonens forslag om nordisk neutralitet fra 1952. Udspillet tolkedes som om at Kekkonen gik Moskvas ærinde – en atomvåbenfri zone i Norden skulle ikke koste Sovjetunionen noget. For Danmark og Norge som NATO-medlemmer var det umuligt og Sveriges statsminister Tage Erlander var personligt af den opfattelse, at Sverige ikke kunne afstå fra muligheden af at skaffe sig egne atomvåben. Kekkonens udspil kan dog tolkes som om, at han ville indskærpe Finlands neutralitet for omverdenen - en neutralitet som skulle sætte grænser for Sovjetunionens råderum. Kekkonen skulle vende tilbage til forslaget flere gange under 1960- og 1970-erne.
Den finske profil i udenrigspolitikken blev stadig tydeligere fra midten af 1960-erne via FN. I efteråret 1966 stemte Finland for en resolution, som fordømte apartheidregimet i Sydafrika. Finland sendte fredsbevarende tropper til Cypern og Sinai. Efter Warszawapagtens invasion af Tjekkoslovakiet nøjedes regeringen sig dog med en beklagelse. På forslag af Finland blev Helsingfors vært for nedrustningsforhandlingerne SALT I mellem USA og Sovjetunionen i oktober 1969 og for den Europæiske sikkerheds- og samarbejdskonference, ESSK, 1975.
Det var i 1966, at Finland blev leder af FNs Sydvestafrikakommité. Kommitéen formåede dog ikke at mægle fred i Namibia, det lykkedes først to årtier senere under Martti Ahtisaaris ledelse.
1969 blev Finland medlem af FN:s sikkerhedsråd. Den aktive neutralitetspolitik, hvor Finlands neutrale stilling vedvarende understregedes ansås som problematisk i Moskva, og da FN-ambassadøren Max Jakobson, arkitekten bag denne politik, kandiderede til posten som FNs generalsekretær i 1971, gjorde Sovjetunionen klart, att man modsatte sig ham, da han ansås være alt for vestvenlig. Ny generalsekretær blev i stedet østrigeren Kurt Waldheim.
Riksdagsvalet 1970 blev et nederlag for den center-venstre-koalition, som udgjorde regeringen. Valgets sejrherre blev Samlingspartiet og det populistiske Finlands landsbygdsparti, men Kekkonen ville ikke se dem i regeringsstilling og dannede en bred koalitionsregering af Centern, socialdemokraterne, DFFF, de liberale og Svenska Folkpartiet. Økonomien var i krise, og 1971 blev det værste strejkeår siden 1956. Kekkonen lod udlyse utidige riksdagsvalg til januar 1972, hvilket gav en socialdemokratisk minoritetsregering under Rafael Paasio. Den økonomiske krise krævede dog beslutninger, som kun en majoritetsregering kunne tage, og i september 1972 blev Kalevi Sorsa statsminister for en koalitionsregering af socialdemokraterne, Centern og folkpartierne.
Kekkonen havde allerede i 1967 gjort klart, at han ikke ville stille op i præsidentvalget 1974 men ville bruge sin tid på at skrive sine erindringer i stedet. Han ville da være 74 år og have været præsident i 18 år. Kekkonens kronprins blev i stedet Ahti Karjalainen som havde været både statsråd og statsminister, og som støttede Kekkonens udenrigspolitik. Men i 1971 unddrog Kekkonen sin støtte og ville ikke forsvare Karjalainen mod kritik for at være en eftergivende over for Sovjet. Fra Leonid Brezjnevs side fik Kekkonen at vide, at Finlands politiske fremtid stod på spil. Fra Sovjetunionens side så man Kekkonen som en betingelse for, at Finland ville kunne underskrive den færdigt forhandlede EØF-aftale. Kekkonen ville dog ikke stille op i et normalt præsidentvalg, så riksdagen stemte i 1973 for en særlig undtagelseslov, som gjorde Kekkonen til præsident for 1974 - 1978.
Ved CSCE-konferencen sommeren 1975 underskrev de 35 statschefer Helsingforsaftalen som dels ville forøge tilliden mellem øst og vest, dels udvikle handel og forskning mellem landene, dels garantere menneskelige rettigheder for alle mennesker. Konferencen blev Kekkonens største udenrigspolitiske succes. Derefter skulle hans høje alder medføre en mindsket international aktivitet for Finland i mange år. Efter Sovjets besættelse af Afghanistan i januar 1980 stemte FN's generalforsamling for at kræve en tilbagetrækning, men Finland stemte blankt.

## Økonomisk krise
Økonomien i efterkrigstidens Finland varierede mellem økonomiske fremgange og massearbejdsløshed, frem for alt i det indre nordlige og østlige Finland. De nærmeste år efter krigen udbød staten store jordområder til nyopdyrkning for de bønder, som var blevet evakuerede fra det nyligt afståede Karelen. Småbrugene viste sig dog i længden ikke at være livskraftige, og mange begyndte at forsvinde i 1960-erne. Det var først i 1960-erne at en hastig urbanisering atter kom i gang i Finland, men så sent som 1960 bøde 40 procent af befolkningen fortsat i landdistrikterne. Byerne kunne ej heller opsluge hele den nye befolkning, som flyttede ind, og højere lønninger samt en stor kulturel lighed med den egne finske kultur ledte til en omfattende emigration fra Finland til Sverige på 400.000 mellem 1950-1980, hvoraf cirka halvdelen af emigranterne under samme tidsperiode dog vendte tilbage til Finland.
Den finske økonomi var af flere anledninger speciel sammenlignet med de fleste andre europæiske landes på grund af venskabspagten med Sovjetunionen, skovindustriens og verkstadsindustriens store betydning og andet. Efterhånden blev Finland stadig mere integreret i den øvrige vestlige internationale verdensøkonomi men kunne drage store fordele af venskabspagten ved, at man købte råvarer fra Sovjetunionen til underpriser sammenlignet med verdensmarkedsprisen.
Efter riksdagsvalget 1975 tilsattes på ny en center-venstre-regering, men på grund af den dårlige økonomi blev regeringerne de nærmeste år kortvarige, ulige kombinationer af Centern, socialdemokraterne, DFFF och folkpartierne. Økonomien var ramt af høj arbejdsløshed, høj inflation og mindskende eksport. Først fra 1978 var økonomien i forbedring. Ved præsidentvalget 1978 havde en majoritet af riksdagspartierne bedt Kekkonen om at kandidere, og han valgtes til sin femte mandatperiode med 259 af 300 elektorer uden at have nogen seriøse udfordrere. Kekkonen var da et levande symbol for Finlands efterkrigshistorie som ingen ville udfordre - i det mindste ikke noget af de etablerede partier.
Riksdagsvalget 1979 blev en fremgang for Samlingspartiet men Kekkonen udnævnte socialdemokraternes Mauno Koivisto til statsminister for en koalitionsregering. Koivisto havde under kriseårene været chef for centralbanken Finlands Bank men blev nu kaldt tilbage som regeringsdanner. Koivisto kunne fremgangsrigt manøvrere mellem forsøg på at fælde regeringen. Kekkonens helbred var blevet stadigt ringere under flere år, og i september 1981 var han kollapset og blev tvunget til at tage sygeorlov. Efter, at Kekkonen havde indgivet sin afskedigelsesbegæring den 26. oktober 1981 udlystes præsidentval til februar 1982. Ved dette valg vandt Koivisto allerede i første omgang med 167 af 301 elektorer og udnævntes til Republikken Finlands niende præsident.